# Leucania biforis
Leucania biforis là một loài bướm đêm trong họ Noctuidae.